# Екзогенні процеси
Екзогенні процеси (лат. exo- — зовнішній, лат. genesis — першопричина) — процеси, які відбуваються під дією зовнішніх факторів. Протилежне — ендогенні процеси. Геологічні процеси, що відбуваються на поверхні Землі та в її приповерхневих шарах, у верхній частині земної кори під впливом процесів діяльності води й організмів (вивітрювання (еолові процеси), денудація, абразія, ерозія, діяльність льодовиків, підземних вод); зумовлені, головним чином, енергією сонячної радіації, силою тяжіння і життєдіяльністю організмів; тісно пов'язані з ендогенними процесами.
Джерелом енергії екзогенних геологічних процесів є теплова енергія Сонця та сили гравітації, а основними
факторами — температура, вода, крига, вітер, живі організми. Залежно від факторів і середовища прояву екзогенні процеси поділяють на денудаційні, осадонакопичення, діагенезу та катагенезу.
Тривалість екзогенних геологічних процесів встановлюється за товщиною осадових шарів, часом існування водних басейнів, глибиною ерозійного зрізу та ін. Найдовшим є морське осадконагромадження. За мільйони років на дні морів накопичуються величезні товщі осадків.
За довгу геологічну історію дії екзогенних процесів на Землі неодноразово змінювалися через непостійність положення континентів та океанів, кліматичних умов, оновлення флори і фауни. Тому кожний з геологічних етапів додає свої особливості у формування осадових товщ та їх розповсюдження.